# Zespół Meige’a
Zespół Meige’a (ang. Meige’s syndrome) – rzadki rodzaj segmentalnej dystonii obejmujący mięśnie twarzy. Obejmuje kombinację blefarospazmu oraz dystonii ustno-żuchwowej. Występuje około dwa razy częściej u kobiet niż u mężczyzn.

## Historia
W 1910 roku francuski neurolog Henry Meige opisał serię 10 przypadków klinicznych kurczu powiek wraz z innymi rodzajami dystonii twarzowych, co stanowi źródło eponimicznej nazwy tej choroby. W 1976 roku Marsden opisał 39 pacjentów z obrazem klinicznym adekwatnym do zespołu Meige’a, jednak nazwał opisywaną przez siebie przypadłość zespołem Bruegela. Nazwa ta odwoływała się do obrazu Pietera Bruegela starszego, który przedstawia postać prezentującą objawy podobne do tych, które występowały w opisywanej przez siebie serii przypadków.

## Objawy kliniczne
Główne objawy kliniczne zespołu Meige’a to:
- blefarospazm – kurcz powiek[1],
- dystonia ustno-żuchwowa – mimowolne ruchy języka, żuchwy, mięśni ust[4].

Blefarospazm jest zazwyczaj najwcześniejszą i najbardziej dokuczliwą manifestacją kliniczną schorzenia. W około jednej czwartej przypadków zaczyna się jednostronnie, aby następnie objąć również drugą połowę twarzy. W dalszym przebiegu schorzenia następuje nasilenie kurczu powiek a także rozszerzenie dolegliwości na kolejne grupy mięśniowe. Najczęściej dotyczy to mięśni ustno-żuchwowych, ale choroba może objąć również mięśnie szyi oraz kończyn.

## Leczenie
W przypadku wtórnych przypadków zespołu Meige’a należy leczyć przyczynę pierwotną. Iniekcje z toksyny botulinowej mogą przynosić ulgę w objawach choroby. Zostały podjęte próby wykorzystania głębokiej stymulacji mózgu do leczenia zespołu Meige’a, jednak z uwagi na niewielką grupę pacjentów wyciągnięcie wniosków dotyczących skuteczności tego typu leczenia jest utrudnione.